# Benato-Toby
Benato-Toby est une commune rural malgache située dans la partie nord de la région d'Anosy.

## Démographie
La population de Benato-toby est composée de la population à ethnie mixte, cela veut dire qu'il y a de population qui représente les 18 ethnies malagasy.

D'ailleurs, elle possède maintenant plus de 17.800 habitants qui répartis dans certaines zones selon les autorités locales. 

## Économie
L'économie locale de la commune rural de Benato-toby est centré sur l'exploitation du mica (pierres précieuses)
Des nombreuses collecteurs de mica se trouvent dans la ville, 
Quelques sociétés minières s'est succèdé comme : 

La société malgache de grand île(SMGI) , La société SOMIDA, et la société HNOOR pour aujourd'hui 